# Rajiv Gandhi

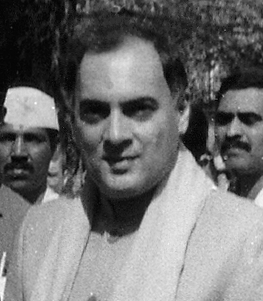
Prim-ministrul Indiei, Rajiv Gandhi.

Rajiv Ratna Gandhi (în limba hindi राजीव गाधीं) (n. 20 august 1944; d. 21 mai 1991) a fost un prim ministru al Indiei în perioada 31 octombrie 1984 - 2 decembrie 1989.
1. 1 2  Autoritatea BnF, accesat în 10 octombrie 2015
2. 1 2  Radživ (Rajiv) Gandhi, Opća i nacionalna enciklopedija
3. 1 2  Rajiv Gandhi, Encyclopædia Britannica Online, accesat în 9 octombrie 2017
4. ↑  Rajiv Gandhi (în engleză), journal[*], accesat în 24 iulie 2018
5. 1 2  Rajiv Gandhi, Brockhaus Enzyklopädie, accesat în 9 octombrie 2017
6. 1 2 3 4 5 6 7 8 9 10 11 12 13 14 15 16 17 18  Rajiv Gandhi (în engleză), CulturalIndia.net[*], accesat în 24 iulie 2018
7. 1 2  Rajiv Gandhi (în engleză), CulturalIndia.net[*], accesat în 24 iulie 2018
8. ↑  Rajiv Gandhi, Discogs, accesat în 9 octombrie 2017
9. 1 2  Gran Enciclopèdia Catalana, p. 205
10. 1 2  Rajiv Gandhi (în engleză), CulturalIndia.net[*], accesat în 24 iulie 2018
11. ↑  Rajiv Gandhi (în engleză), CulturalIndia.net[*], accesat în 5 iulie 2018
12. ↑  Rajiv Gandhi (în engleză), CulturalIndia.net[*], accesat în 5 iulie 2018
13. ↑   https://www.indiainfoline.com/prime-ministers-of-india/rajiv-gandhi, accesat în 5 iulie 2018 Lipsește sau este vid: |title= (ajutor)
14. ↑  Rajhiv Gandhi (în engleză), CulturalIndia.net[*], accesat în 24 iulie 2018
15. ↑  Enciclopedia Universală Britannica, vol. 6, pp. 225-226